# Lorenzo de Benito y Endara
Lorenzo de Benito y Endara (Salamanca, 1855 - Madrid, 1932) fue uno de los más destacados profesores de Derecho Mercantil de la universidad española; fue precursor de los estudios de Derecho Mercantil en España y figura notable del sector liberal.

## Biografía
Hijo del ferroviario José de Benito Reoyo. Fue profesor y luego catedrático de Derecho Mercantil en varias universidades españolas: Universidad de Salamanca (1887), Valencia (1891), Barcelona (1899) y Madrid (Central), hasta su jubilación en 1925. Ocupó en algunos momentos el puesto de vicerrector en la de Barcelona.

Fue gobernador civil de Gerona en 1911.

Fue uno de los firmantes de la Conferencia internacional de Derecho marítimo de Bruselas del año 1922.
Fue padre de, entre otros, el jurista José de Benito Mampel.

## Obra
- Las Bases del Derecho Mercantil (1903)

- Lecciones de Derecho Mercantil (1904)

- Manual de Derecho Mercantil, 3 vols. (1.ª ed. 1904),

### Traducciones
- La Libertad, de John Stuart Mill

- Tratado de la correspondencia en materia civil y mercantil, de Agostino Ramella

- Política social y economía política: cuestiones fundamentales, de Gustav von Schmoller

### Artículos y conferencias
- Los Pazos de Ulloa, carta a Dª Emilia Pardo Bazán (1887)

- Las Cámaras de Comercio (1899)

- El derecho de asociación (1903)

- El mandato mercantil (1904)

- Formas que pueden adoptar las sociedades mercantiles (1904)

- Los Tribunales de Comercio (1905)

- El sentimiento de la justicia en don Quijote y Sancho (1905)

- La letra de cambio (1906)

- El derecho de la fuerza y la fuerza del derecho a través de la historia (1918)

- Desarrollo del derecho mercantil (1921)

- Leyes y legisladores o la gran ficción constitucional (1921)

- Discurso leído en la solemne inauguración del curso académico de 1921 a 1922 de la Universidad Central de Madrid (1921)

- La rehabilitación del caciquismo (1930)